# ダルタニャン

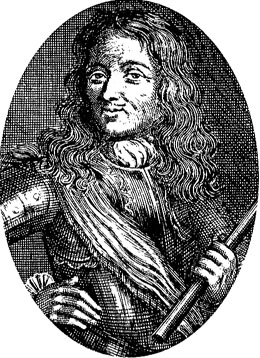
ダルタニアン伯爵
シャルル・ド・バツ＝
カステルモール

ダルタニャン（仏: d'Artagnan、1615年? - 1673年6月25日）は、ブルボン朝時代に活躍したフランスの軍人。ダルタニアン、ダルタニヤンなどと表記されることもある。

## 概要
本名はシャルル・ド・バツ＝カステルモール（Charles de Batz-Castelmore）であるが、通称のダルタニャンの方が有名である。軍人としての活躍は歴史に名前を残すほどではないが、アレクサンドル・デュマ・ペールが『三銃士』を始めとする『ダルタニャン物語』で描いた創作上の人物としての知名度が高い。小説でダルタニャンが登場する場合、ファーストネームは「シャルル」になっていることが多い。これは史実のダルタニャンにちなんだものと考えられる。しかし、『ダルタニャン物語』においては、ダルタニャンのファーストネームは明らかにされておらず、「シャルル」と名乗るシーン、呼ばれるシーンは存在しない。

## 史実のダルタニャン

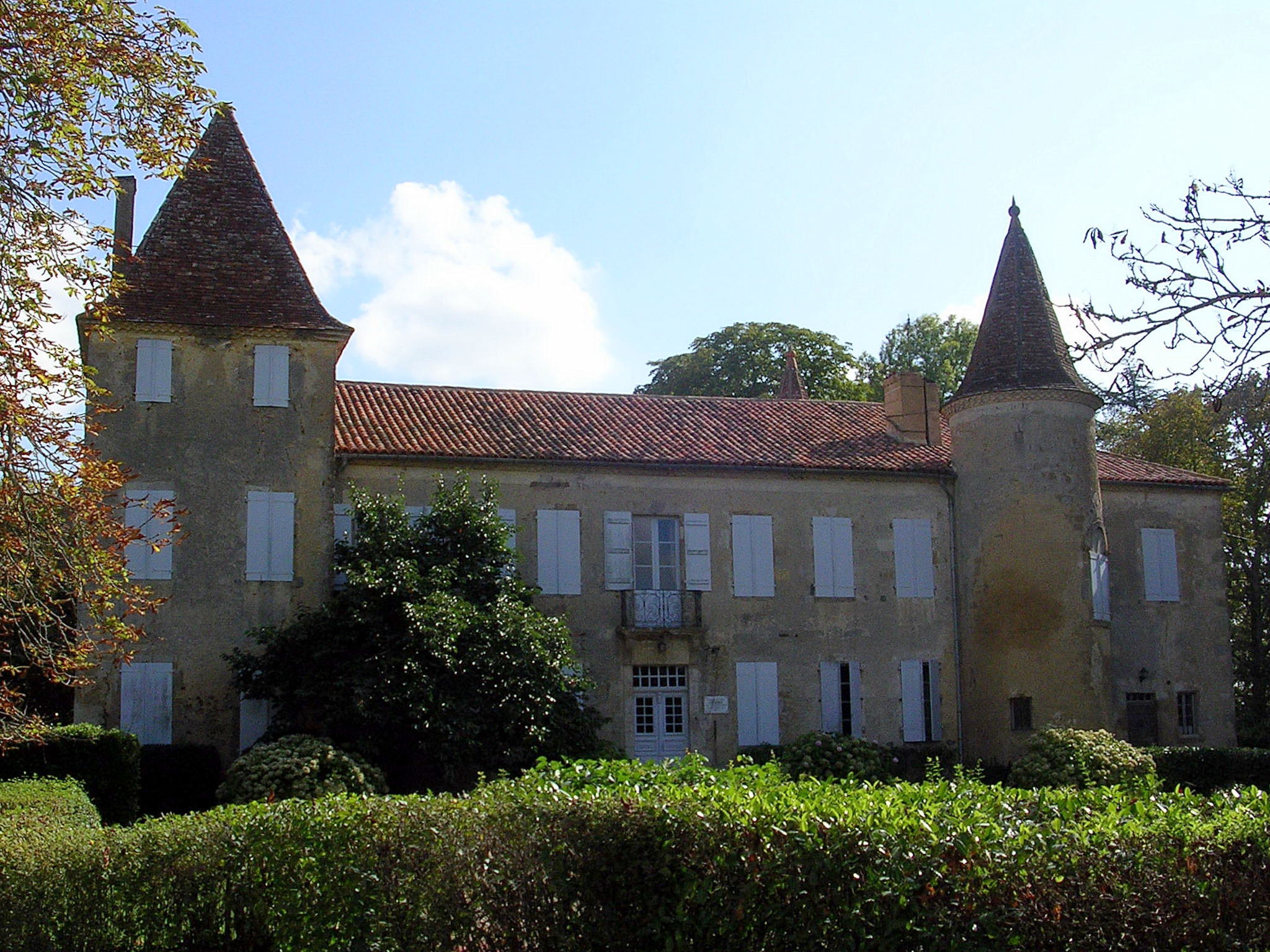
生家のシャトー・ド・カステルモア（Chateau de Castelmore）

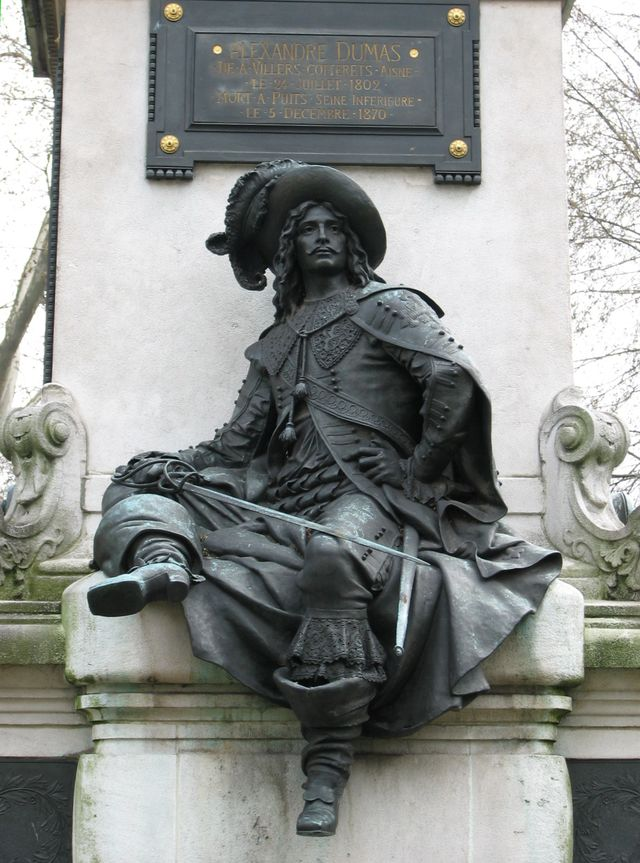
パリでダルタニャンの像

本名はシャルル・ド・バツ＝カステルモールであるが、本人はシャルル・ダルタニャンを、また爵位を持っていなかったがダルタニャン伯爵を名乗っていた。というのも、近衛歩兵連隊の旗手だった母方の祖父、ジャン・ダルタニャンの存在があったので母方の姓「ダルタニャン」の方が軍での通りが良かったため。
1615年ごろ、ガスコーニュで誕生する。次男だったとも、四男とも言われるが、いずれにせよ長男ではなく、家督の相続権もないため1630年頃、10代半ばでパリに上京した。1633年時点の銃士隊の閲兵記録に名前があり、この頃から銃士として活動していたと見られる。
1646年の銃士隊解散後はジュール・マザランの腹心として、国境地帯の最前線要塞へマザランの指示を飛ばしたり、フロンドの乱が勃発した不穏なパリで伝令役のような仕事を務める。1656年にはマザランの後ろ盾もあり、近衛歩兵連隊の隊長代理の辞令を受ける。1657年までヴァランシエンヌ、モンメディ、アルドルなどの戦場へ赴く。
1657年、ルイ14世の下、銃士隊が再結成される。翌年、前任の隊長代理補が辞職すると、ダルタニャンがこの職に就任した。銃士隊の隊長は（形式的にではあるが）フランス国王が就任することになっていたことと、また実質的な隊長代理であるマザランの甥はフランスにおらず、イタリアで過ごすことが多かったため、ダルタニャンが実質的な銃士隊長に就任したことになる。
1658年、名門貴族の未亡人サント・クロワ女男爵アンヌ・シャルロット・クレティエンヌ・ド・シャンルシィと結婚した。結婚証書にはルイ14世とマザラン枢機卿も署名。1660年、1661年に男児が誕生する。息子二人の洗礼はルイ14世と王妃マリー・テレーズが授け、息子たちは洗礼親ルイ14世に因みルイと名付けられた。
1661年にはニコラ・フーケの逮捕命令を執行した。これから後、フーケの裁判が終わるまでフーケの警護なども担当する。この間のエピソードであるが、1664年にフーケの護送中、通り道にフーケの妻子を発見する。このときダルタニャンは「馬車を止めてはならない」との命令を受けていたが、部下に馬車をもっとゆっくり走らせるように指示をした。これによって、フーケは数年ぶりに妻子と抱擁する時間を得たという。
この後も順調に出世を重ね、1667年には銃士隊の隊長代理に、1670年にはリールの総督に就任している。7月には騎兵旅団長として南フランスの反乱鎮圧。1672年、リール総督を離職し銃士隊長に復帰。1673年6月25日、仏蘭戦争のマーストリヒト包囲戦で頭に被弾し戦死した。
遺体はマーストリヒトの城塞の近くに埋葬。

## デュマのダルタニャン

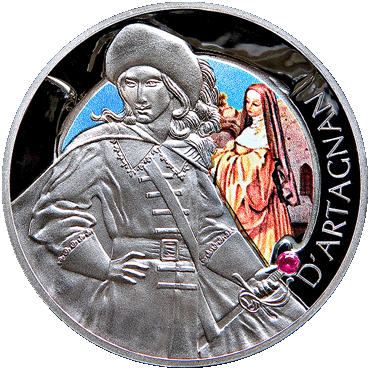
ダルタニャン

ダルタニャンをモデルにした創作で最も早いと思われるものは、かつてダルタニャンの下で銃士をしていた文人クールティル・ドゥ・サンドラスの執筆した偽回想録『ダルタニャン氏の覚え書き』で、初版が1700年に出版されている。これを種本として創作されたのが、アレクサンドル・デュマ・ペールの『ダルタニャン物語』である。
『ダルタニャン物語』においては、史実のダルタニャンより年齢は10歳ばかり年上の1605年生まれとされている。これは、1627年から始まったラ・ロシェルの包囲戦にダルタニャンを参加させるためである。
史実のダルタニャンと同じく、少年時代のダルタニャンはパリに上京して銃士となる。アトス、ポルトス、アラミスら三銃士と友人になり、リシュリュー枢機卿の陰謀を打ち破る。ガスコンらしく野生児で猪突猛進、血の気が多く大言壮語で貧乏が格言になるほど。中年期以降は、それぞれの立場の違いから、親友の三銃士と敵対することもあるが、活躍は英仏を股にかけスケールアップする。
たびたび「小柄でやせぎす」と描写されているが、50歳を過ぎた時点でもかなりの戦闘能力を発揮しており、ポルトスほどではないが膂力の強い部類に入る。「ラテン語を一向に覚えられなかった」と発言しており、アラミスの話す神学の話を理解できず顎が外れるほど大欠伸したり、渡英した時は「come(来い)」と「 Goddamn(畜生) 」が英語知識の全てというように教養にはうとい。だが機転が利き、頭が回るタイプであり、最年少ながら三銃士らと行動するとき、作戦を立てたり場を仕切ることも多かった。容貌としては、鷲鼻で浅黒く、髪はもともと黒だったが、40歳の時点で半白、50歳を超えると灰色になる。女性にはそれなりにもてるが、結婚はせず、子供ももうけていない。そのため、アトスの息子ラウルを自分の息子同様に可愛がる。
政治的には、基本的にフランス王家に忠誠を誓う立場である。ただ、史実と異なりマザランには反感を抱いており、たびたび悪口を言っている。また、20代の若さで銃士隊の副隊長にまで出世するが、アトスら三銃士が相次いで退役すると銃士としての活躍の機会が減り昇進の機会が得られなくなる。50歳になり、ルイ14世の親政が始まると銃士隊隊長に就任、最終的にはフランス元帥にまで出世する。

## 派生作品など
- 三銃士 (ミュージカル)
- エドモン・ロスタンの『シラノ・ド・ベルジュラック』では、冒頭にダルタニャンが登場する。
- 佐藤賢一の小説『二人のガスコン』は、『ダルタニャン物語』の空白期間、30代のシャルル・ダルタニャンとシラノ・ド・ベルジュラックを主人公としている。
- 藤本ひとみ『新三銃士・ダルタニャンとミラディ』では、『三銃士』のストーリーをミラディ視点で描いた小説である。ダルタニャンの本名が「シャルル・ドゥ・バーツ・カステルモル」になっている。
- 赤川次郎『華麗なる探偵たち』シリーズでは、剣術の達人であるが、自分のことをダルタニアンだと信じている精神病患者が登場し、主人公とともに事件の解決に当たる。
- 荒山徹『友を選ばば』では、英仏にまたがる陰謀に巻き込まれるなか、ある使命を帯びて渡欧した隻眼の剣士と邂逅し、友誼を結ぶ。
- ピエール・アンリ・カミ『三銃士の息子』は、『ダルタニャン物語』のパスティーシュ続編小説で、アトス、ポルトス、ダルタニャン3人の血を継ぐ実の息子が活躍する冒険物語である。ガスコーニュ地方出身のユーモア作家カミが1919年に執筆している。